# 経済学における収束
収束（しゅうそく、英：convergence） とは、経済学の文脈では、貧しい国の 1 人当たりの所得が豊かな国よりも高い成長率で増加する傾向があるという仮説を指す。収斂（しゅうれん）、キャッチアップ効果（英：catch-up effect）とも呼ばれる。内生的成長理論から示唆される仮説である。

## 概要
ソローモデルでは、生産、消費、資本が一定となる「定常状態」における労働者一人当たりの資本が最適レベルに達するまで、経済成長は物的資本の蓄積によって起こる。このモデルでは、一人当たりの物的資本の水準が低い場合、「追いつき」成長と呼ばれる急速な成長が起こる。その結果、最終的にはすべての経済の一人当たり所得の水準が同水準に収束するはずである。発展途上国では、資本の収益率の逓減が資本が豊富な国ほど大きくないため、先進国よりも高い成長率で成長する傾向にある。さらに、低所得国は先進国の生産方法、技術、制度を模倣することから高い成長率を実現しやすいと考えられる。

## 収束の種類
経済成長の文脈の収束にはいくつかの種類がある。
収束の仕方に関して2種類に大別できる。
- シグマ収束（{\displaystyle \sigma }-収束; {\displaystyle \sigma }-convergence）は、経済全体における所得水準の分散の縮小を指す。

- ベータ収束（{\displaystyle \beta }-収束; {\displaystyle \beta }-convergence）は、貧しい国の所得成長率が豊かな国の所得成長率よりも高いことによって起こる所得水準の分散の縮小を指す。

経済成長の文脈では多くの場合で「収束」は{\displaystyle \beta }-収束を指す。
収束の条件に基づいて、以下の分類ができる（オデッド・ガローによる分類）。
- 絶対的収束（Absolute convergence）の下では、初期 GDP が低いほど、平均成長率は高くなる。これが実際に起こるのであれば、貧困が最終的には自然に消滅するはずである。しかし、サハラ砂漠以南のアフリカなど一部の国が何十年も成長がゼロであることから、絶対的収束が起こっているとは言い難い。
  - 絶対的{\displaystyle \beta }-収束（Absolute {\displaystyle \beta }-convergence）の下では、（回帰分析などにおいて）他の変数を制御せずとも収束が観測できる。経済成長率が定常状態に近づくにつれて低下するときに起こると考えられる。

- 条件付き収束（Conditional convergence）の下では、国の労働者 1 人当たりの所得が、その国の構造的特徴によって決定されるその国固有の長期レベルに収束する。つまり、労働者一人当たりのGDPの長期的な水準は、初期の国民所得ではなく、構造的特徴によって決まる。条件付き収束が起こるという仮定の下では、対外援助は被援助国の構造（インフラ、教育、金融システムなど）を変化させるような部分に向けるべきということが示唆される。
  - 条件付き{\displaystyle \beta }-収束（Conditional {\displaystyle \beta }-convergence）は、（回帰分析などにおいて）投資率と人口増加率などの他の変数を制御した上で（一定としたうえで）{\displaystyle \beta }-収束が観測されることを言う。

さらに収束が起こる国のグループを考慮した以下の概念もある。
- クラブ収束（Club convergence）は、収束が特定の国のグループ内で観察されることを指す。つまり、低所得国であっても経済成長率が低い国が存在することを許容する。条件付き収束とは対照的な考え方であり、対外援助には所得移転も含まれるべきであり、最初の所得が実際に経済成長にとって重要であることを示唆する。

## 収束の事例
ジャック・ゴールドストーンによれば、20世紀において、グレート・ダイバージェンス（大分散）は第一次世界大戦前にピークに達し、1970年代初頭まで続き、その後20年間の不確定な変動を経て、1980年代後半にはグレート・コンバージェンス（大収束）が大部分を占めるようになった。実際、第三世界諸国は、ほとんどの第一世界諸国よりも大幅に高い経済成長率に達した。
日本、メキシコなどの事例研究に基づいて成長のための社会的能力を研究し、明治時代（1868-1912年）の日本の成長過程における人間的および社会的態度の特徴を明らかにした研究がある。
1960-1970 年代にかけて、シンガポール、香港、韓国、台湾（東アジアのTigersと呼ばれる）は、急速に成長した。1945-1960年頃にかけて、第二次世界大戦中に失われた資本を再蓄積することで成長した国として西ドイツ、フランス、日本が挙げられる。

## 限界・問題点
国が貧しいからといって、キャッチアップ成長が必ず起こるわけではない。モーゼス・アブラモヴィッツは、キャッチアップ成長を実現するにはその国に「社会的能力」があることが必要であるとした。ここでいう社会的能力とは、新しい技術を修得し、資本を呼び込み、世界市場で経済活動をする能力を意味する。アブラモヴィッツによれば、キャッチアップ成長が起こるにはこれらの前提条件が整っていなければならない。これらの前提条件が整っていない国が存在するため、依然として国家間の所得格差が存在するとしている。
ジェフリー・サックスによると、一部の発展途上国による閉鎖的な経済政策のため収束が起こっていないのであり、自由貿易によって収束を引き起こせる可能性がある。 1970-1989年の111か国を対象とした研究で、サックスとアンドリュー・ワーナーは、先進国の一人当たり年間成長率は2.3％、開放経済の発展途上国は4.5％、閉鎖経済の発展途上国はわずか2％であったことを示した。
ロバート・ルーカスは、発展途上国の労働者一人当たりの資本水準が低いにもかかわらず、資本が先進国から発展途上国に流れていないというルーカスパラドックスについて述べた。しかし、この仮説に対する批判もある。

## 統一成長理論との関連
統一成長理論は、停滞から持続的な経済成長への離陸のタイミングが国によって異なるため、世界経済が 3 つの異なる成長体制に分かれているとしている。1つ目は成長率が低いマルサス体制、2つ目は持続成長体制、3つ目はマルサス体制から現代成長体制への移行期である。統一成長理論は、クラブ収束は一時的な現象にすぎず、マルサス体制の経済が離陸するにつれて、長期的にはすべての経済の間で収束が起こるとしている。